# Hasdrúbal (gendre d'Hamílcar)
Hasdrúbal (en púnic: 𐤏𐤆𐤓𐤁𐤏𐤋, ‘zrb‘l; en llatí: Hasdrubal; en grec antic: Ἀσδρούβας), conegut modernament com a el Bell, el Vell i el Just (circa 270 aC - 221 aC) fou un líder cartaginès, gendre i successor d'Hamílcar Barca i cunyat d'Hanníbal Barca.

## Joventut
De ben jove fou un dels caps del partit popular o democràtic, i va tenir activitat política entre les dues guerres púniques. Es va casar amb la filla d'Hamílcar Barca, i el va acompanyar a Hispània el 238 aC, després de la Primera Guerra Púnica. Després, va tornar a Cartago per agafar el comandament de l'exèrcit en la guerra contra els númides, als quals va derrotar completament.

## El comandament d'Hispània

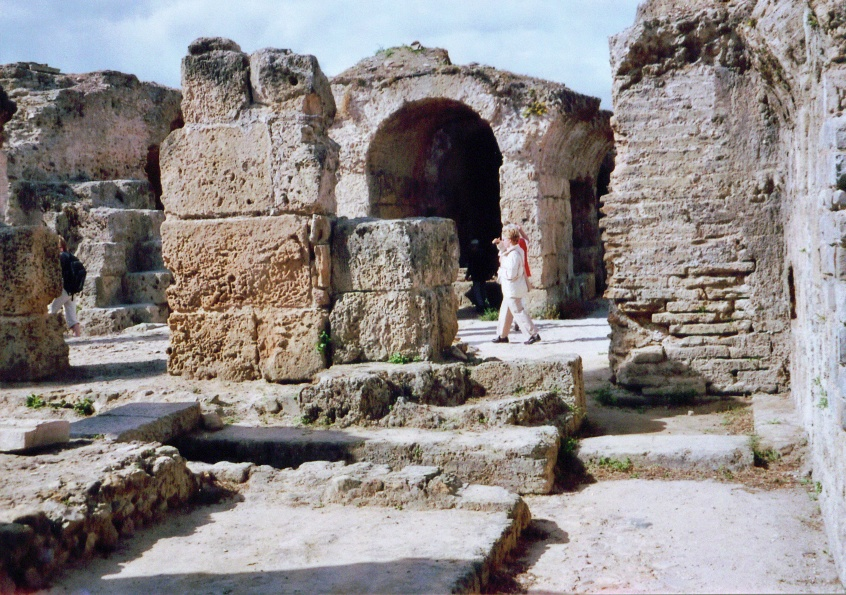
Ruïnes de Cartago

Va retornar en època desconeguda a Hispània, on es trobava el 229 aC a la mort d'Hamílcar Barca a la batalla d'Hèlica, va reunir les seves forces a Acra Leuce i va rebre de Cartago el comandament com a governador.

## Política pactista
Hasdrúbal conclogué tractats d'amistat amb els cabdills locals, i fins i tot es casà amb una princesa ibera i animà als seus compatriotes a seguir-ne l'exemple. Hasdrúbal, en les relacions amb els indígenes, actuava amb molta prudència i, si bé convenia, els feia certes concessions. Sense fer ús de la força, aconseguí ampliar l'àrea d'influència dels cartaginesos de Cartagena fins al cap de la Nau a Xàbia.

## El tractat de l'Ebre
Amb els romans, Hasdrúbal pactà el Tractat de l'Ebre (226 aC), que fixava el límit de la futura expansió dels cartaginesos en aquest riu. A primera vista, els romans foren generosos amb els cartaginesos, però també s'ha de tenir en compte que en aquell moment els romans no podien arriscar-se a una nova guerra amb Cartago, perquè els bel·licosos gals estaven a punt d'envair Roma. El seu govern a Hispània era virtualment independent de Cartago, i el tractat el va signar de manera personal i no en nom de Cartago.

## Fundació de Cartago Nova
L'any 227 aC, Hasdrúbal fundà Cartago Nova en un excel·lent port natural situat prop de les mines de plata, i més pròxima a Cartago que Gadir, a més que la seva situació permetia controlar millor els moviments dels romans, de manera que el centre del poder cartaginès a la Península fou desplaçat des de Gadir a Cartago Nova, on es va fer construir un palau.

## Mort i successió
Va fer algunes operacions militars contra les tribus més llunyanes, però la direcció la va encarregar al jove Hanníbal, i en general foren victorioses. L'any 221 aC l'home que havia fet tant per a la consolidació del poder cartaginès a Hispània fou assassinat a Cartago Nova per l'esclau d'un home al que havia fet matar o que havia estat mort per ordre d'Hasdrúbal, el fill de Giscó o per un mercenari celta segons les diferents versions. El succeí el seu cunyat Hanníbal Barca, que no tenia un caràcter tan conciliador com el d'Hasdrúbal.